# Antoine Dareste de La Chavanne
Cléophas Dareste de la Chavanne, né le 28 octobre 1820 à Paris et mort le 6 août 1882 à Lucenay-lès-Aix, est un historien français.

## Biographie
Antoine Élisabeth Cléophas Dareste de La Chavanne, né en 1820, est le frère de Camille et Rodolphe Dareste de La Chavanne.
Reçu premier à l'agrégation d'histoire et géographie en 1841, il obtient en 1843 le diplôme d'archiviste paléographe à l'École royale des chartes.
Il est élu le 3 juin 1851 à l'Académie des sciences, belles-lettres et arts de Lyon.
Il est professeur de lettres aux facultés de Grenoble et Lyon avant de devenir doyen de la Faculté des lettres de Lyon en 1865. Il fait également partie de la commission chargée de choisir l'emplacement du futur observatoire de Lyon (bien que son choix ne soit pas respecté par Charles André, son fondateur). Émile Joseph Belot lui succède en tant que professeur d'histoire, en 1873.
Spécialiste des utopies de la Renaissance, ayant fait sa thèse sur Thomas More et Tommaso Campanella, il est l'auteur d'une Histoire de France en neuf volumes.

## Publications
- Thomas Morus et Campanella, ou Essai sur les utopies contemporaines de la Renaissance et de la Réforme. Thèse présentée à la Faculté des lettres de Paris, Paris, 1843.